# Борохов, Бер
Бер Борохов (21 июня [3 июля] 1881, Золотоноша, Полтавская губерния Российской империи — 4 [17] декабря 1917, Киев) — еврейский политический деятель, идеолог рабочего сионизма, один из лидеров движения «Поалей Цион», член Украинской Центральной Рады.

## Биография
Дов-Бер Борохов родился в семье еврейского учителя Моше-Аарона Борохова в уездном городе Золотоноше Полтавской губернии. Вскоре после его рождения семья переехала в Полтаву. Родители Дова-Бера, маскилим, сумели записать сына в 11-летнем возрасте в классическую гимназию, которую он окончил в 1900 году. Впоследствии Бер Борохов занимался самообразованием, изучая иностранные языки, социологию, философию, историю и экономику.
Система взглядов Бера Борохова к моменту окончания учёбы сочетала в себе классовый и национальный компоненты. Его отец, Моше-Аарон, был одним из членов сионистского движения «Хибат-Цион». Сам Бер, после окончания гимназии переехавший в Екатеринослав, в 1900 году вступил в РСДРП, где подробно ознакомился с трудами Александра Богданова, оказавшими значительное влияние на его мировоззрение. Однако одновременно с социалистической идеей Борохов проявлял нескрываемый интерес к сионизму, и это уже в мае 1901 года привело к его исключению из РСДРП. В том же году он стал основателем Сионистского социалистического рабочего союза, целями которого были организация еврейской самообороны защита интересов еврейских рабочих. Новая организация подверглась критике как со стороны руководства российских социал-демократов, так и со стороны классических сионистов, возражавших против объединения национальной и классовой идеологии.
В 1903 году Борохов стал делегатом VI Сионистского конгресса в Базеле, где был одним из самых последовательных противников Угандской программы и вместе с Менахемом Усышкиным отстаивал идею еврейского национального дома в Палестине. Через два года он участвовал в VII Сионистском конгрессе, а в 1906 году разработал новую идеологическую линию движения Поалей Цион, под его влиянием ставшего называться «Еврейской социал-демократической партией Поалей Цион». С 1907 года до самой смерти Борохов оставался секретарём «Поалей Цион». Марксистские идеи Борохова заставили его после VIII Сионистского конгресса требовать выхода «Поалей Цион» из Всемирной сионистской организации, членство в которой, по его мнению, грозило потерей пролетарской составляющей социалистического сионизма.
В 1906 году, во время революции 1905—1907 годов, Борохов был арестован в Полтаве, так как дома у нескольких членов его организации нашли оружие. Выйдя из-под ареста под залог, Борохов перешёл на нелегальное положение, а после поражения революции покинул Россию. За границей, проживая в Австро-Венгрии и Швейцарии, он продолжал публиковать работы, преимущественно на русском языке, где развивал идеи создания Всемирного союза «Поалей Цион». В 1914 году, после начала мировой войны Борохов был сначала арестован, а потом депортирован из Австро-Венгрии и отправился в США, где вёл агитацию за создание Всемирного еврейского конгресса и Американского еврейского конгресса. В эти же годы он работал над научными статьями, которые, в частности, вошли в еврейскую энциклопедию на русском языке. Его перу принадлежат также работы, посвящённые языку идиш, и в настоящее время Борохова называют одним из отцов-основателей идишистской филологии.

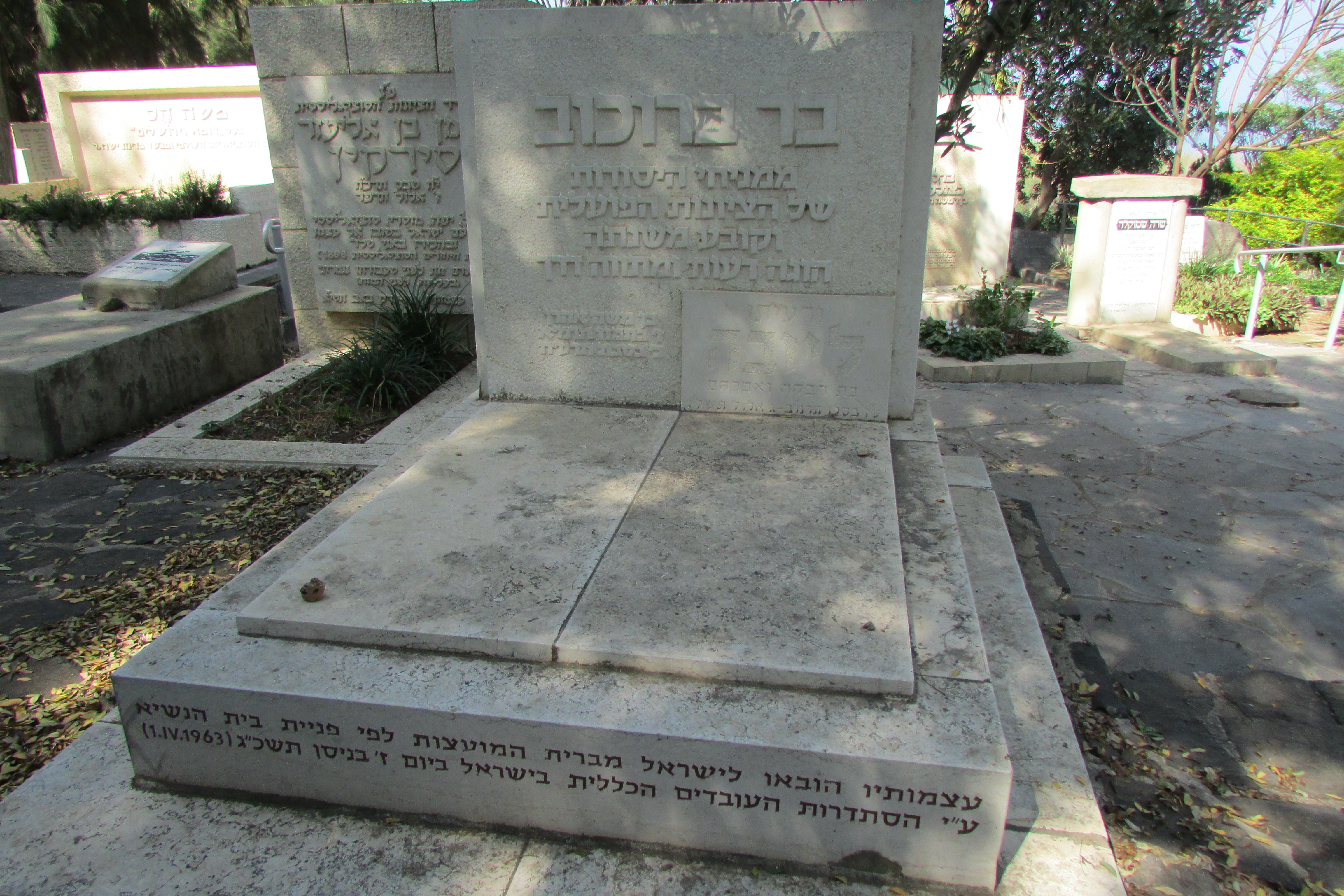
Могила Бера Борохова в Израиле

После возобновления революционных событий в России Борохов направился на родину. По дороге он принял участие в качестве делегата от «Поалей Цион» в сессии Международной социалистической комиссии нейтральных стран в Стокгольме. Борохов участвовал в выработке пунктов, связанных с еврейским вопросом, в манифесте Международной социалистической комиссии о послевоенном устройстве мира. В России он продолжал активное участие в общественной жизни, в частности, в августе 1917 года на Третьем конгрессе «Поалей Цион» выступив с призывом к социалистической колонизации Палестины, а в сентябре в Киеве (в рамках Съезда народов и областей России) с докладом на тему «Россия как содружество народов». Во время разъездов по еврейским населённым пунктам Украины Борохов заболел пневмонией и умер в декабре 1917 года (согласно записи в метрической книге киевского раввината, смерть Бера Борохова наступила от заражения крови).
В 1963 году прах Бера Борохова был перевезён в Израиль и захоронен на берегу озера Киннерет. Позже рядом с ним была похоронена его жена Люба, на которой он женился в Швейцарии и которая пережила мужа почти на 60 лет. Сын Борохова Давид стал одним из основателей кибуца Гиносар у озера Киннерет.

## Идеология
Бер Борохов выдвинул в очерках «Национальный вопрос и классовая борьба» (1905), «Наша платформа» (1906) и «Экономическое развитие еврейского народа» (1916) концепцию органического единства марксистской теории и национальных целей еврейского народа. Это синтез идей классовой борьбы и сионизма, получивший прозвище «бороховизм», противоречил господствовавшей в эпоху Борохова тенденции, в силу которой марксисты отвергали любой национализм (включая еврейский) как реакционную идеологию. Борохов представил массовое переселение евреев в Палестину как социально закономерное воплощение чаяний еврейского пролетариата, находящегося в особо тяжёлых условиях в странах рассеяния, где он оторван от производительного процесса. Борохов рассматривал народ без страны и собственного экономического базиса как бессильное национальное меньшинство, чья судьба связана с чужими экономическими отношениями и которое разрывается между процессами ассимиляции и обособления от «общества-хозяина». В сионистской идеологии Борохова, в отличие от других сионистских мыслителей, антисемитизм не занимал центрального места; он скорее рассматривал рассеяние как ненормальное с социальной точки зрения состояние и не считал, что гражданская ассимиляция способна решить эту проблему вне зависимости от того, в каком обществе — капиталистическом или социалистическом — она будет происходить. По словам Борохова, «еврейский вопрос странствует вместе с еврейским народом».
Задачу социалистического сионизма Борохов видел в том, чтобы сионисты-первопроходцы освоили с помощью физического труда в сельском хозяйстве новые территории в Палестине для массовой еврейской иммиграции. Такое массовое переселение положит конец еврейскому рассеянию, а новая еврейская национальная экономика, основанная на марксистских идеях, станет плацдармом для классовой борьбы еврейского пролетариата. При этом Борохов доказывал с применением метода исторического материализма, что закономерным с точки зрения еврейской истории является именно переселение в Землю Израильскую, то есть Палестину, что тяга еврейского народа к Земле Израильской стихийна и что другие территории не могут сыграть её роль.
Доктрина Борохова вступала в противоречие не только с ортодоксальным марксизмом и сионизмом, но и с формировавшейся в Палестине реальностью. Вместо нормально развивающегося капиталистического общества, в котором органичной будет классовая борьба, в Палестине сосуществовали островки феодализма, капитализма и социализма, а основной конфликт проходил не по классовым, а по этническим границам. Уже к концу первого десятилетия XX века в Палестине формируется новое рабочее сионистское движение, «Ха-Поэль ха-Цаир», базирующееся в большей степени на идеях утопического социализма, нежели классовой борьбы. Даже в собственном движении Борохова, «Поалей Цион», он и его приверженцы, постепенно эволюционировавшие в сторону социал-демократических идей, оказались в оппозиции социалистическому большинству. После возвращения Борохова в Россию в 1917 году в организации раздавались голоса, призывающие «спасти бороховизм от Борохова».

## Наследие
Бер Борохов — автор многих работ в различных сферах знаний, от политической философии до лингвистики. Так, его труд «Еврейское рабочее движение в цифрах» отображает статистико-социологический анализ социальной структуры и экономических процессов в еврейском народе, а «Виртуализм и религиозно-этическая проблема в марксизме» (написан в 1908 году, опубликован посмертно в 1920 году) полемизирует с «Религией и социализмом» Луначарского.
После его смерти движение «Поалей Цион» в России пережило раскол и большинство его фракций были распущены при Советской власти, хотя одна из них, так называемая «Бригада Борохова», участвовавшая в гражданской войне на стороне красных, продолжала свою деятельность до 1928 года. Палестинское отделение «Поалей Цион» через два года после смерти Борохова сформировало с ещё рядом сионистских рабочих ячеек партию «Ахдут ха-Авода», позже в свою очередь объединившуюся с «Ха-Поэль ха-Цаир» в партию МАПАЙ.
В память о Бере Борохове назван ряд мест в Израиле, в том числе первый рабочий район Гиватаима. В 1971 году в Израиле вышла посвященная ему книга «Страницы моей жизни» (ивр. פרקים מיומן חיי‎), написанная его женой Любой.